# Sutherlandia

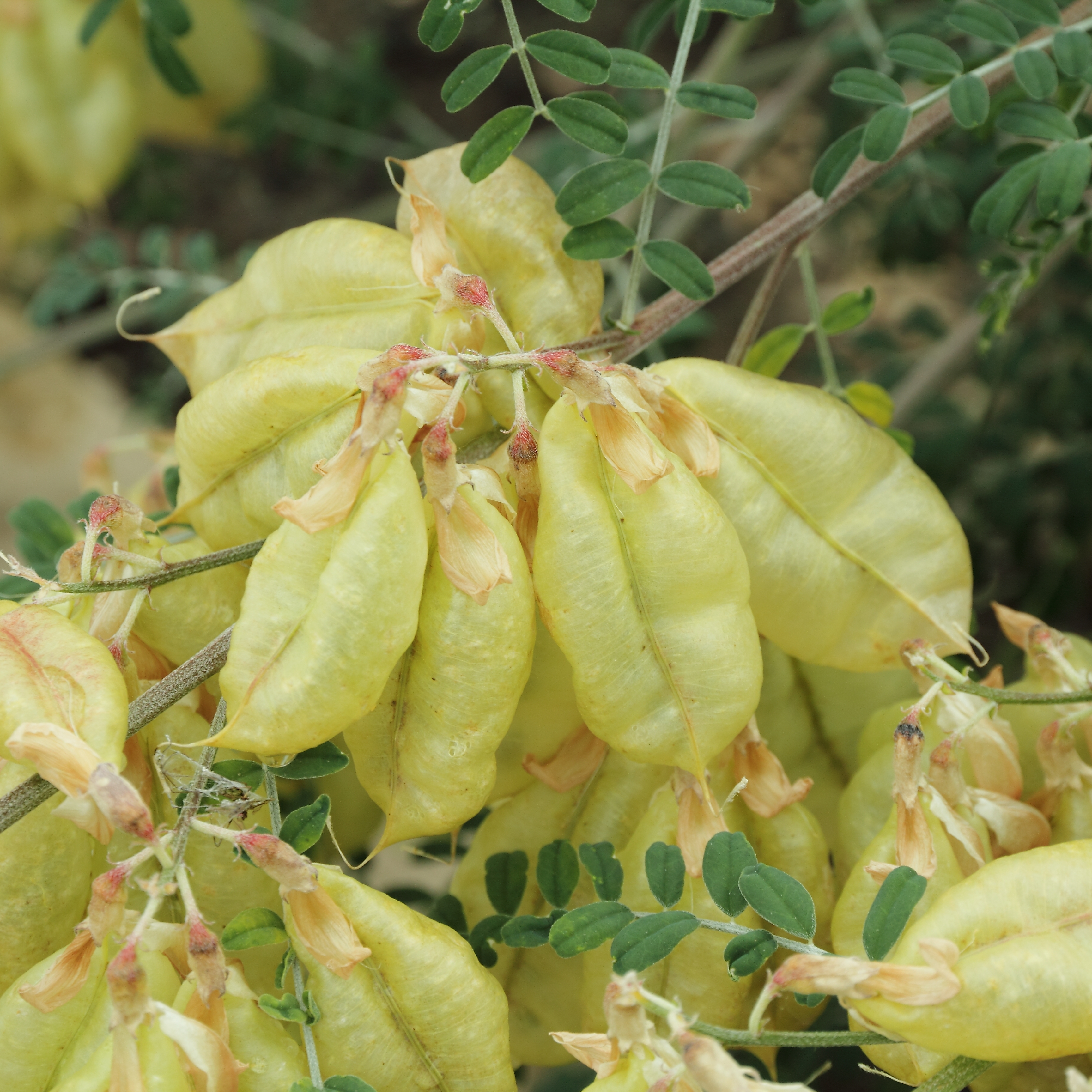
Plody Sutherlandia frutescens

Sutherlandia je rod rostlin z čeledi bobovité. Jsou to vesměs polokeře se zpeřenými listy a červenými květy. Plody jsou nápadně nafouklé. Rod obsahuje 5 druhů a je rozšířen v jižní Africe. Některé druhy jsou v klimaticky příhodných oblastech světa pěstovány jako okrasné rostliny.

## Popis
Zástupci rodu Sutherlandia jsou polokeře a keře dorůstající výšky až dva metry. Listy jsou lichozpeřené, složené z mnoha párů podlouhlých šedě chlupatých lístků. Palisty jsou drobné, kopinaté. Květy jsou nápadné, velké, jasně červené nebo šarlatové, uspořádané v chudokvětých hroznech. Kalich je zvonkovitý, s 5 laloky. Pavéza je dole zúžená, kratší než křídla a člunek. Křídla jsou malá, nehetnatá, člunek je kopinatý, zahnutý. Tyčinek je 10 a jsou dvoubratré. Semeník je stopkatý, s mnoha vajíčky a zahnutou čnělkou zakončenou drobnou hlavatou bliznou. Plody jsou tenkostěnné, měchýřkovitě nafouklé a obsahují mnoho černých, zploštělých, ledvinovitých semen.

## Rozšíření
Rod Sutherlandia zahrnuje 6 druhů, rozšířených v jižní části Afriky. V Jihoafrické republice se vyskytuje všech 6 druhů rodu, některé z nich zasahují i do Lesotho, Botswany a Namibie. Zástupci tohoto rodu rostou na suchých svazích, planinách a písečných dunách.

## Účinky
Tato rostlina je považována za nejléčivější rostlinu vůbec. Léčivé jsou její lusky. Je účinná při léčbě rakoviny, zmírňuje teplotu, je protizánětlivá. A Celkově zmírňuje bolest (třeba bolest halvy). Její léčivost je vědecky prokázána.[zdroj⁠?!]

## Ekologické interakce
Červené květy Sutherlandia frutescens jsou opylovány strdimily. Nafouklé lehké plody jsou šířeny větrem.

## Přehled druhů a jejich rozšíření
- Sutherlandia frutescens – Botswana, Lesotho, Namibie, Jihoafrická republika
- Sutherlandia humilis – Jihoafrická republika
- Sutherlandia microphylla – Botswana, Namibie, Jihoafrická republika
- Sutherlandia montana – Lesotho, Jihoafrická republika
- Sutherlandia speciosa – Jihoafrická republika
- Sutherlandia tomentosa – Jihoafrická republika

## Význam
Zástupci rodu Sutherlandia jsou velmi ozdobné keře a v klimaticky příhodných oblastech světa jsou pěstovány jako zahradní rostliny. Jsou ceněny zejména pro zářivě červené květy a též pro nafouklé měchýřovité plody. Nejběžněji pěstovaným druhem je S. frutescens.
Nálev z listů Sutherlandia frutescens je v jižní Africe používán při onemocněních trávicího traktu a dělohy, včetně rakoviny.